# أميدي فرانسوا لامي
أميدي فرانسوا لامي كان ضابط عسكري فرنسي. ولد في موجان، في مقاطعة الألب البحرية الفرنسية في 7 فبراير 1858 وتوفي في معركة قصور في 22 أبريل 1900.

## مسيرته العسكرية
بدأ لامي مسيرته المهنية عام 1879 كملازم ثانٍ في الفوج الأول من جنود الطائرات الجزائرية. اكتشف أفريقيا الصحراوية ، وشارك في الاحتلال الفرنسي لتونس. تم إرساله عام 1884 إلى تونكين، حيث مكث حتى عام 1886. في العام التالي، عاد إلى الجزائر حيث أصبح مساعدًا للجنرال في قيادة الفرقة التي تم إيواءها في الجزائر العاصمة عام 1887، واستأنف اهتمامه السابق بالصحراء وتعلم استغلال صفات المهاريستيين، سلاح الفرسان. مفتونًا بالصحراء، تعلم كيف يعيش مع القليل: «شخصيًا، سأكون سعيدًا حقًا فقط عندما أكون قادرًا على العيش دون شرب أو أكل. في الوقت الحالي، أحاول هذا النوع من الوجود، لكنني أحصل فقط على نجاح ضئيل. ما زلت مضطرًا لتناول أكثر من ستة تمرات في وجباتي: هذا مؤلم!» .

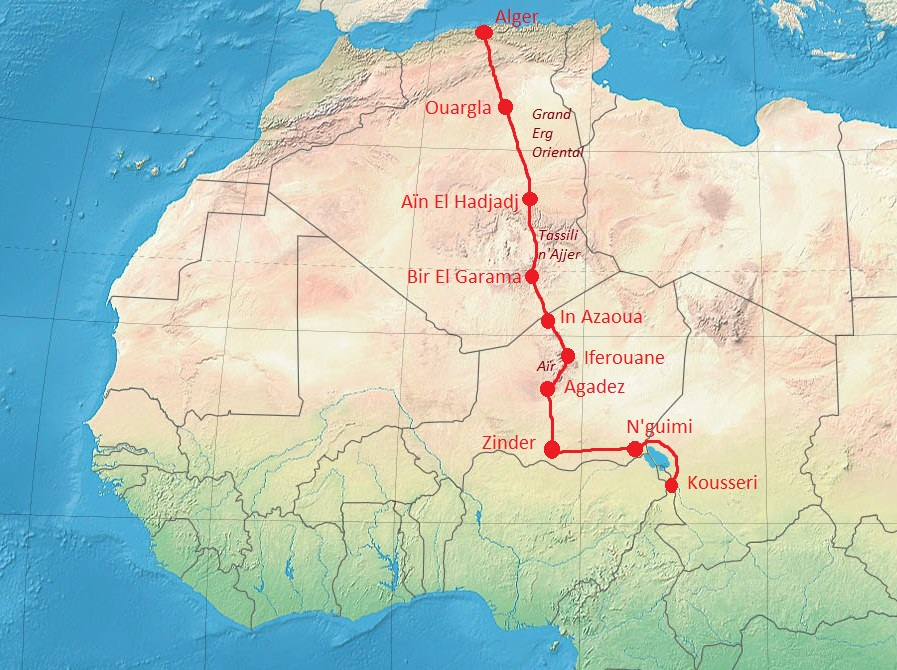
مهمة لامي 1898-1900

في عام 1893، شارك لامي في مهمة لو شاتيلييه (الكونغو الوسطى) حيث كان مسؤولاً عن دراسة مشروع خط سكة حديد بين برازافيل والساحل، وكذلك إجراء الدراسات النباتية والجيولوجية والجغرافية.
انطلق فوريو ولامي من الجزائر العاصمة عبر الصحراء، والتقى بالبعثتين الأخريين في قصور في 21 أبريل 1900. في اليوم التالي واجهت القوات الفرنسية الموحدة ربيع الزبير، أمير الحرب السوداني الذي أنشأ إمبراطورية في حوض تشاد. في المعركة التالية، التي كان فيها لامي يقود 700 جندي، فيما أفاد الفرنسيون بانتصار ساحق، قتل لامي وربيع. تكريما له، أطلق أول حاكم فرنسي إميل جنتيل اسم عاصمة الإقليم الفرنسي الجديد لتشاد فورت لامي حتى تم تغيير اسمها إلى نجامينا في عام 1973.